# Chaos League
Chaos League — компьютерная игра, созданная французской компанией Cyanide в 2004 году. Пародия на симулятор американского футбола со стратегическими, ролевыми и менеджмент-элементами. В России локализована под названием «Лига Хаоса» компаниями Game Factory Interactive и Руссобит-М. Игра содержит огромное количество насилия, ненормативной лексики (в некоторых версиях отсутствуют), чёрного юмора, озвученного с особым сарказмом.

## Связь с Blood Bowl
Согласно Eurogamer, Cyanide изначально пытались получить лицензию у Games Workshop на разработку игры по мотивам настольной игры Blood Bowl, однако, получив отказ, решили разработать Chaos League. Сходства были настолько разительны, что Games Workshop подала в суд на разработчика. Позднее компания анонсировала, что Cyanide Studios получила лицензию на Blood Bowl, иск отозван в обмен на неназванную сумму, а права на Chaos League переходят к Games Workshop как часть сделки по приобретению лицензии на Blood Bowl.
Сама игра Blood Bowl была выпущена в 2009 году для платформ Windows, PlayStation Portable, PlayStation 3, Nintendo DS и Xbox 360.

## Игровой процесс
Игра симулирует игровой процесс американского футбола. Цель — забить как можно больше голов за 10 минут. С каждой стороны в матче участвует до 14 игроков, но на поле разрешено находиться не больше 9 игрокам. Замены разрешаются после забитого гола. Гол считается забитым, если игрок заносит его за линию. После каждого гола мяч переносится на центр поля. Во время матча игрокам разрешается перепасовываться, драться друг с другом, использовать магию. Во время матча игроков могут нокаутировать, травмировать и даже убить. Игроки получают опыт по окончании матча (каждый игрок в зависимости от своей позиции). На накопленный опыт игроки учатся новым способностям и заклинаниям.
Обучение игроков новым навыкам — часть менеджмента команды. Игрок является тренером-менеджером, который берёт под своё крыло одну из команд. Его задача провести команду из низшей лиги к обладанию главного кубка. Он набирает команду из игроков различного профиля на выданный ему кредит. Победами команда приносит себе деньги.

### Позиции игроков
В игре существует несколько позиций игроков, которые можно назвать «классами». В зависимости от позиции у игроков различаются параметры и количество затрачиваемого дыхания на определённые способности (так, квотербек тратит меньше дыхания на способность «завести толпу»).
- Защитник (Lineman) — силовой игрок, который имеет плюсы в сражении с квотербеками и минусы в сражении с громилами.
- Нападающий (Receiver) — обычно самый быстрый игрок в команде, физически слаб. Получает преимущество в бою с тафгаями и минусы с квотербеками.
- Тафгай (Linebacker) — силовой игрок, плюсы в сражении с громилой и минусы в сражении с нападающим.
- Квотербек (Quarterback) — игрок с самым лучшим пасом в команде, преимущество в сражении с нападающими и минусы при сражении с защитниками.
- Центровой (Runningback) — своего рода универсал, самый массовый игрок. Имеет преимущество в сражении с тафгаями.
- Громила (Bigfoot) — самый сильный игрок в команде (и самый медлительный). Плюсы в сражении с центровыми, минусы — с тафгаями.
- Чемпион (Champion) — уникальные игроки, со своими сверхспособностями. Команда получает их при переходе в первый и высший дивизионы. Не имеют ни преимуществ, ни недостатков при сражении с другими игроками.

### Способности игроков
У всех игроков есть общие способности и специальные заклинания доступные только им. К общим способностям относятся — «ускорение», «увеличение силы», «дымовая завеса» (скрывает от противника часть игрового поля, со временем рассеивается), «завести толпу» и «исцеление». Специальные заклинания учатся на определённые очки, накопленные игроками по истечении матча. Очки копятся в зависимости от положения игрока на поле (например, нападающий получает больше всего очков за забитые голы, распасовщик — за удачные пасы и т. д.). Специальные заклинания могут быть как пассивные (например, у центрового «настрой» — ускоренная регенерация дыхания у всех игроков на поле, если центровой с таким умением находится на скамейке запасных), так и активные (например, «метеорит» или «кровавая баня»). На использование способностей и заклинаний расходуется «дыхание» — местный аналог маны. Кроме того, заклинания имеют время перезарядки.

## Отзывы
| Сводный рейтинг | Сводный рейтинг |
| Агрегатор       | Оценка          |
| --------------- | --------------- |
| GameRankings    | 70,29 %         |